# Teatro Comunale (Novoli)
Il Teatro Comunale è l'unico del piccolo comune salentino di Novoli, ospita ogni anno una rassegna ricca di opere in prosa, ma anche per bambini e famiglie. È inserito nel circuito del Teatro Pubblico Pugliese.

## Storia
Il "progetto d'arte" per la costruzione del teatro comunale di Novoli risale al 15 maggio 1881 e fu stilato dall'ingegner Oronzo Bernardini di Lecce, ingegnere del Comune di Novoli che colto da morte improvvisa non poté né firmarlo, né mai realizzarlo; per cui gli amministratori dell'epoca decisero di affidarlo all'ingegner Gaetano Capozza, così come evidenziato dalla delibera consiliare del 4 ottobre 1881. L'edificio fu costruito in un'area intermedia, in una posizione strategica tra il centro storico a "ridosso del Palazzo baronale Plantera e le nuove vie in costruzione (Via G.B. Longo, Via San Giovanni)", senza però rispettare il progetto originale del Bernardini (peraltro bocciato e respinto per irregolarità tecniche dall'Ufficio tecnico del Genio Civile).
Il Teatro Comunale fu inaugurato nell'ultima decade dell'Aprile 1891 con la Compagnia Almirante, riscuotendo diversi consensi di critica. Così annotava l'evento La Gazzetta delle Puglie: "Giorni fa si è inaugurato a Novoli, il Teatrino Comunale colla drammatica Compagnia Almirante, il quale ogni sera fa pienone [...] E siccome il Teatro è scuola di civiltà, così il Teatro di Novoli uno dei pochi in Terra d'Otranto, che abbiano un teatrino così interessante, deve essere lieto del suo avvenire e deve essere grato al signor Celestino Andrioli" (consigliere comunale che nel maggio 1881 propose "l'erezione di un pubblico teatro").
L'edificio, dal punto di vista architettonico ed artistico, costituisce a grandi linee una straordinaria "testimonianza di architettura tardo-neoclassica, con la conformazione interna a staffa con due ordini di palchi ed un palcoscenico con quattro camerini per gli artisti". La sua importanza è data anche dal fatto che, al momento della sua inaugurazione, rappresentava il primo e unico esempio nel Salento di edificio ad emiciclo totalmente isolato, che al suo interno rispecchiava in miniatura la struttura del Teatro Paisiello di Lecce. Il teatro novolese è stato di recente interessato da grossi lavori di restauro, che hanno riguardato sia il consolidamento statico sia alcune sostanziali modifiche che lo hanno reso agibile secondo le leggi previste in materia.
Il Teatro Comunale di Novoli, inoltre, è inserito insieme ad altri teatri pugliesi all'interno del Progetto Transfrontaliero Adriatico Ar.Co nato in attuazione della Misura 2.1 del PO Interreg IIIA Italia - Adriatico, al quale partecipano diverse regioni italiane ed alcuni paesi dell'area adriatico-balcanica (Croazia, Bosnia ed Erzegovina, Serbia e Montenegro, Macedonia, Albania).